# 李嘉廷
李嘉廷（1944年4月—），男，彝族，云南石屏人，中华人民共和国政治人物、后因贪污罪受贿罪被判处死缓。

## 生平
李嘉廷1968年毕业于清华大学电机工程系电机与电器制造专业，后历任黑龙江省工交政治部办公室副主任、黑龙江省经委办公室副主任、经委副主任，哈尔滨市人民政府市长，黑龙江省长助理。1993年，担任云南省人民政府副省长。1998年，升任省长，1999年同时担任99昆明世博会组委会副主任。2001年因涉嫌犯罪被逮捕，并因贪污罪被判处死缓。其子李勃因涉案亦被判处有期徒刑十五年。其妻王骁在自己家中的浴室上吊自杀。